# 埃里克·麦克威廉姆斯
埃里克·李·麦克威廉姆斯（英語：Eric Lee McWilliams，1950年4月18日—），美国NBA联盟前职业篮球运动员。他在1972年的NBA选秀中第3轮第37顺位被休斯顿火箭选中。